# كولتبه (سقز)
قرية كولتبه (بالكردية: کوڵتەپە) هي إحدى القرى التابعة لـكولتبه في ريف قسم زيويه من مقاطعة سقز، في محافظة كردستان الإيرانية.

## السكان
حسب إحصاءات سنة 2006، بلغ إجمالي السكان في كولتبه 1011 نسمة وعدد المساكن 214 مسكن. لغة سكان كولتبه هي اللغة الكردية و هم من أهل السنة والجماعة والمذهب الشافعي.